# Học viện phép thuật
Học viện phép thuật - WITS Academy là một bộ phim truyền hình được phát sóng trên Nickelodeon từ ngày 5 tháng 10 năm 2015 đến ngày 30 tháng 10 năm 2015. Bộ phim là một spin-off của Emma và Nhật ký phép thuật.

## Cốt truyện
Bộ phim xoay quanh nhân vật Andi Cruz bạn thân của Emma, cô đang trên con đường trở thành một "người bảo hộ". Vì cô đang đào tạo tại trường WITs, để được tốt nghiệp cô cần phải dành được chứng chỉ "người bảo hộ". Trên con đường tốt nghiệp, cô phải khiến cho các phù thủy được bảo hộ phải hiểu được các giá trị phép thuật. Đối mặt với hội đồng nhà trường, cho những rắc rối mà cô cùng các học viên gây ra. Không những vậy cô còn phải tranh đấu với các đối thủ khác, vì chứng chỉ "người bảo hộ" chỉ có một người nhận được. Mọi chuyện trở nên rắc rối khi nguồn phép thuật của "cây phép thuật" đang bị ảnh hưởng bởi các tác động xấu bên ngoài do các phù thủy xấu gây ra, cô cùng "người được chọn" Emma và các học viên phải lên đường tái sinh lại "cây phép thuật".

## Diễn viên
- Daniela Nieves vai Andi Cruz
- Julia Antonelli vai Jessie Novoa
- Jailen Bates vai Ben Davis
- Kennedy Lea Slocum vai Ruby Webber[7]
- Meg Crosbie vai Emily Prescott
- Timothy Colombos vai Ethan Prescott
- Ryan Cargill vai Luke Archer
- Lidya Jewett vai Gracie Walker
- Andrew Ortega vai Sean De Soto
- Tyler Perez vai Cameron Masters
- Jazzy Williams vai Kim Sanders
- Todd Allen Durkin vai Agamemnon
- Peter Dager vai Harris
- Erin Whitaker vai Sienna
- Andrea Canny vai Amelia Foiler
- Michael St. Pierre vai Leopald
- The Hexoren

## Danh sách tập
| Tập   | Tên tập                | Tên tập tiếng Việt (tạm dịch)     | Phát sóng (tại Hoa Kỳ) | Lượt xem (tại Hoa Kỳ) |
| ----- | ---------------------- | --------------------------------- | ---------------------- | --------------------- |
| 1     | The New Guard          | Người bảo hộ mới                  | 5 tháng 10 năm 2015    | 1,22 triệu            |
| 2     | The Jinx               | ?                                 | 6 tháng 10 năm 2015    | 1,37 triệu            |
| 3     | The Root of All Evil   | Nguồn gốc của mọi tội lỗi         | 7 tháng 10 năm 2015    | 1,32 triệu            |
| 4     | Hide and Go Hex        | Chạy chốn đi Hex                  | 8 tháng 10 năm 2015    | 1,25 triệu            |
| 5     | Switcherooed           | Cái cây phép thuật                | 9 tháng 10 năm 2015    | 1,39 triệu            |
| 6     | Power Trip             | Tìm lại rễ cây                    | 13 tháng 10 năm 2015   | 1,29 triệu            |
| 7     | Sparring Partners      | Đối tác tập luyện                 | 14 tháng 10 năm 2015   | 1,29 triệu            |
| 8     | No Pain, No Gain       | Không tập luyện, không thành công | 15 tháng 10 năm 2015   | 1,24 triệu            |
| 9     | Finish Line            | Nhựa cây đã thấp xuống            | 16 tháng 10 năm 2015   | 1,43 triệu            |
| 10    | Who's My Wit           | Sinh viên "WITs" mới sẽ là?       | 19 tháng 10 năm 2015   | 1,09 triệu            |
| 11    | Witch Hunt             | Thợ săn phù thủy                  | 20 tháng 10 năm 2015   | 1,16 triệu            |
| 12    | Bizarro Ruby           | ?                                 | 21 tháng 10 năm 2015   | 1,21 triệu            |
| 13    | Her Darkest Secret     | Bí ẩn đen tối của cô ấy           | 22 tháng 10 năm 2015   | 1,32 triệu            |
| 14    | My Buddy from Orlandor | Buddy của tôi đến từ Orlandor     | 23 tháng 10 năm 2015   | 1,18 triệu            |
| 15    | Wonky Andi             | ?                                 | 26 tháng 10 năm 2015   | 1,18 triệu            |
| 16    | The Witchi's Bottle    | Cái lọ phép thuật                 | 27 tháng 10 năm 2015   | 1,24 triệu            |
| 17    | On Trial               | Tập thử                           | 28 tháng 10 năm 2015   | 1,35 triệu            |
| 18    | Cameron Rules          | Quy tắc Cameron                   | 29 tháng 10 năm 2015   | 1,25 triệu            |
| 19-20 | It Must Be Magic       | Nó là phép thuật                  | 30 tháng 10 năm 2015   | 1,20 triệu            |